# Kelurahan Lateng
Kelurahan Lateng är en administrativ by i Indonesien.   Den ligger i provinsen Jawa Timur, i den sydvästra delen av landet, 900 km öster om huvudstaden Jakarta.